# Horní hradecký dub
Horní hradecký dub je památný strom dub letní (Quercus robur) v Hradci, místní části obce Rokle v okrese Chomutov v Ústeckém kraji.
Roste v Mostecké pánvi v nadmořské výšce 330 m při pravém břehu Úhošťanského potoka.

## Základní údaje
Obvod kmene měří 351 cm, koruna stromu dosahuje do výšky 19,5 metrů (měření 2009). V roce 2009 bylo stáří stromu odhadováno na 200 let.
Dub je chráněn od roku 1998 jako krajinná dominanta.

## Stromy v okolí
- Dolní hradecký dub
- Kadaňská hrušeň
- Skupina vamperských dubů